# West Leechburg
West Leechburg est un borough situé au nord du comté de Westmoreland, en Pennsylvanie, aux États-Unis,. En 2010, il comptait une population de 1 294 habitants, estimée au 1er juillet 2020 à 1 216 habitants. Le borough est incorporé en 1928.

## Démographie
Lors du recensement de 2010, le borough comptait une population de 1 294 habitants. Elle est estimée, en 2020, à 1 216 habitants.